# رود ژابای
رود ژابای (انگلیسی: Zhabay) یک رودخانه در استان آق‌مولای کشور قزاقستان است.